# Virgule (revue)
Pour les articles homonymes, voir Virgule (homonymie).
Virgule est une revue de petit format de l'éditeur Jeunesse et Vacances qui a quatorze numéros de novembre 1974 à novembre 1976 (+2 recueils). Virgule est un héros motard qui a eu moins de succès que le célèbre Joe Bar Team…
Série dessinée par Marcel Radenen qui s'est aussi illustré dans la BD érotique.

## Insolites
- Il y a un doute sur l'existence d'un 15e numéro…

## Les Séries
- Bobby champion de foot
- Cactus (Alberico Motta)
- Les As du sport
- Virgule (Marcel Radenen)